# Gymnosiphon minutus
Gymnosiphon minutus är en enhjärtbladig växtart som beskrevs av Snelders och Paulus Johannes Maria Maas. Gymnosiphon minutus ingår i släktet Gymnosiphon och familjen Burmanniaceae. Inga underarter finns listade i Catalogue of Life.